# غاني مهدي
غاني مهدي. كاتب، إعلامي، ومناضل سياسي جزائري.

## نشأته وحياته
عبد الغني مهدي من مواليد 1968 بمدينة سطيف. زاول دراسته الابتدائية والمتوسطة والثانوية بسطيف. درس في فرع التكنولوجيا بجامعة فرحات عباس لسنتين، وبعدها سافر إلى فرنسا سنة 1990 أين درس في جامعة السوربون بعد نجاحه في امتحان التسجيل لشهادة الدراسات المعمقة في التاريخ وفلسفة العلوم. انتقل سنة 1997 إلى جامعة جنيف بسويسرا أين درس سنة واحدة في معهد العلوم الإقتصادية والاجتماعية. انتقل إلى التعليم في المعاهد السويسرية أين أصبح مدرسا لمادة الرياضيات لمدة 10 سنوات. يقيم حاليا في سويسرا.

## نشاطه الإعلامي والسياسي
عمل صحفيا متطوعا في قناة العصر المتواجد مقرها في جنيف في الفترة الممتدة ما بين 2007 و2012.
اشتهر على وجه الخصوص من خلال برنامجه التلفزيوني السابق: واش قالوا في الجرنان؟ (ماذا تقول الجرائد؟) الذي كان يقدمه أسبوعيا ولأربعة مواسم متتالية (من 2013 إلى 2016) على شاشة قناة المغاربية. هذه الأخيرة عمل بها في الفترة الممتدة بين 2013 و2016. يعتبر واش قالوا في الجرنان؟ برنامجا تلفزيونيا سياسيا ذا طابع تهكمي وساخر، لاقى نجاحا باهرا في الجزائر وخارجها، حيث كان يتابعه الملايين من المشاهدين، ينتقد عبره عبد الغني مهدي السلطات السياسية الجزائرية في تسييرها للشأن العام ويهاجم عبره الكثير من رموز الفساد داخل وخارج الجزائر.
كما كان له كذلك برنامج عنوانه البروفيسور، يعرض فيه مواضيع تخص الشأن الجزائري، وينتقد من خلاله السلطة الحاكمة في الجزائر ويتناول عدة مواضيع أخرى تعنى بالرأي العام، مستعملا فيه الطابع التهكمي والفكاهي الذي تعود عليه.
كما قام بتقديم برنامج أسبوعي ساخر عبر قناته الرسمية على اليوتيوب عنوانه: غاني شو (عرض غاني)، حيث يواصل فيه ممارسة ما يسميه هو شخصيا بالمعارضة الإعلامية الافتراضية على شبكات التواصل الاجتماعي للسلطة الحاكمة والأقلية المفسدة داخل الجزائر.
قال في فيفري 2017 في مقطع على اليوتوب: "إن قناة المغاربية تريد عودة الجبهة الإسلامية للإنقاذ، وأنها انتقدته لأنه تحدث عن علي بن حاج و بهاء الدين طليبة.
في سنة 2019 عاد غاني مهدي إلى الجزائر وشارك في مظاهرات الحراك الشعبي.
و التقى مع طاهر ميسوم في بيت الاخير مع رشيد نكاز يوم 26 فيفري 2019 في وهران أين طالبوا الشعب بالخروج في مسيرات ضد العهدة الخامسة.
أعلن في 11 جوان 2019 تأسيسه لحزب جديد (تجمع الحداثة والديمقراطية).

## الترشح للإنتخابات الرئاسية الجزائرية عام 2019
أعلن ترشحه للإنتخابات الرئاسية لعام 2019،   ، لقي ترشحه للإنتخابات ترحيبا من الكثير، خاصة من فئة الشباب. و جمع خلال المسيرات تواقيع من أجل إتمام ملفه.
لكنه انسحب من سباق الرئاسيات يوم 03 مارس 2019 بسبب رفض رئيس المجلس الدستوري الطيب بلعيز استقباله وذلك يعود حسبه إلى عدم اكتمال ملفه.

## البرامج التلفزيونية
- واش قالوا في الجرنان (ماذا تقول الجرائد؟) ستة مواسم.
- البروفيسور.
- غاني شو (عرض غاني).

## مؤلفاته
- الحياة المفاجئة باللغة الفرنسية (2001)[1]
- رواية بعنوان الكاسكيطة والسيجار باللغة العربية (2015)[1]
- وطن على طاولة القمار (2025)

## وصلات خارجية
- غاني مهدي: "حان الوقت للذين يرقصون على أشلائنا أن يعلموا أن هذا الشباب يبغضهم" على يوتيوب.